# شورش دایجو
شورش دایجو، (به چینی: 法慶事件) یک شورش مذهبی در وی شمالی در چین بود.
این شورش در سال ۵۱۵ میلادی توسط راهب بودایی فقینگ از شهر جیژو، سپس وی شمالی، تحت عنوان «بودای جدید» رهبری شد. در اواخر تابستان سال ۵۱۵، راهب مرتد فقینگ با یک راهبه ازدواج کرد و یک فرقه در استان وی (در قسمت جنوبی استان هبئی امروزی) با کمک یک اشراف محلی به نام لی گیبو 李歸伯 تشکیل داد. به لی گیبو القاب بوداسف مرحله دهم، فرمانده ارتش پیروز شیطان و پادشاهی که سرزمین هان را توسط فقینگ آرام می‌کند، داده شد.
این فرقه با استفاده از مواد مخدر برای فرستادن اعضای خود به جنون کشتار و ارتقاء آنها به مرحله دهم بوداسف به محض کشتن ده دشمن، یک استان را تصرف کرد و تمام مقامات دولتی را در آن به قتل رساند. شعار آنها این بود که «بودای جدیدی وارد جهان شده‌است؛ شیاطین عصر پیشین را ریشه کن کن». آنها تمام راهبان و راهبه‌ها را در صومعه‌هایی که تسخیر کرده بودند، می‌کشتند و همچنین تمام سوتراها و نمادها را می‌سوزانند. پس از شکست دادن یک ارتش دولتی و افزایش تعداد آنها به بیش از ۵۰۰۰۰ نفر، ارتش شورشی سرانجام توسط ارتش دولتی ۱۰۰۰۰۰ نفری دیگر سرکوب شد. فقینگ، همسرش و ده‌ها هزار نفر از پیروانش سر بریده شدند و لی گیبو نیز بعداً دستگیر و در ملاء عام در پایتخت شهر لوئویانگ اعدام شد.
قیام ماهایانا نزدیک به دو سال به طول انجامید در پررونق‌ترین شورش، تعداد شورشیان به بیش از ۵۰۰۰۰ نفر رسید و بزرگترین شورش در شمال چین بود. پس از مرگ راهب فقینگ پیروان وی مایتریای دروغین را تشکیل داده و شورش‌هایی را انجام دادند که صدها سال طول کشید.